# Raúl Iragorri Aranda
Raúl Iragorri Aranda (20 de enero de 1910, Orizaba, Veracruz - 2 de noviembre de 1988, Cuernavaca, Morelos, México) fue un empresario y filántropo mexicano.

## Biografía
Raúl Iragorri Aranda nació el 20 de enero de 1910 en Orizaba, Veracruz. Es hijo de José Iragorri y María Aranda, oriundos de España, quienes arribaron a México a principios del siglo XX. Estudió la primaria en su natal Orizaba y desde aquel entonces comenzó a desarrollar sus habilidades como comerciante al intercambiar en el recreo alimentos por las monedas de sus compañeros. La secundaria la realiza en la Ciudad de México. 
El 16 de febrero de 1934 contrae matrimonio con Bertha Montoya Magaña, familiar de grandes estrellas de cine y teatro, con quien procreó cinco hijos: Raúl, Carlos, Bertha, María Elena e Hilda.
Iragorri Aranda arriba junto con su esposa a Cuernavaca en 1934. El inicio no fue nada fácil. Alquilaron un cuarto en la entrañable vecindad del Pájaro de la calle Degollado, ubicada en el centro de la ciudad. Un colchón de borra era compartido por el matrimonio y Raúl, su primer hijo. Sin embargo, su suerte comienza a cambiar cuando es nombrado Comisario por Matías Polanco Castro, Presidente municipal de Cuernavaca entre 1945 y 1946.

### Trayectoria empresarial
Dada sus habilidades para los negocios, Iragorri Aranda gestionó la primera distribuidora del refresco Orange Crush en Cuernavaca. Además, logró crear una distribuidora de materiales para la construcción en la calle de Matamoros; desde ese negocio apoyó a muchos habitantes de la ciudad a construir sus viviendas.
En 1948 fue elegido Vicepresidente de la Cámara de Comercio CANACO, capítulo Cuernavaca. En 1950 obtuvo la concesión de Cementos Moctezuma, empresa paraestatal perteneciente a la Nacional Financiera NAFINSA; institución que posteriormente pone a la venta la fábrica de cementos en Jiutepec. Iragorri Aranda en sociedad con el ingeniero Manuel Mariscal Abascal adquieren la compañía, logrando tal proyección que establecieron distribuidoras en Acapulco, Chilpancingo, Ciudad de México, Iguala, Taxco, Tierra colorada y Zihuatanejo.
En 1970 incursionó en el negocio de bienes Raíces. Entre las propiedades que construyó se encuentran los fraccionamientos “Tarianes” en Cuernavaca y “El Bonete” en Jojutla.
Iragorri Aranda se desempeñó también como consejero del Banco Nacional de México, Bancomer y Banco del Sur; fue Secretario General del Sector Popular del Partido Revolucionario Institucional, diputado federal por Morelos durante el gobierno de Emilio Riva Palacios entre 1964 y 1970, y fue, además, el primer Director de Industria y Comercio del Estado; cargo desde donde impulsó la creación de la Ciudad Industrial del Valle de Cuernavaca CIVAC, complejo que trajo nuevas oportunidades de inversión y por consiguiente la generación de nuevos empleos en Morelos, tales como los impulsados por la planta Nissan, la primera filial de la empresa japonesa en América Latina.

### Labor filantrópica
En 1970 Iragorri Aranda apoyó la construcción de las plazas municipales de Tlaquiltenango y Xoxocotla. En 1973 alentó la pavimentación de calles en Amacuzac, Jojutla, Tlaquiltenango y Xoxocotla; ciudades en las que también construyó cinco escuelas primarias y tres secundarias.Además ofreció becas a los más destacados estudiantes de bajos recursos del Estado para que continuaran estudiando. Esta labor filantrópica la retoma su hijo, Raúl Iragorri Montoya, al crear la Fundación Raúl Iragorri Aranda; fundación que establece como principal objetivo la generación de proyectos de desarrollo empresarial que impulsen el beneficio colectivo de Cuernavaca y Morelos.